# Amaro (drank)

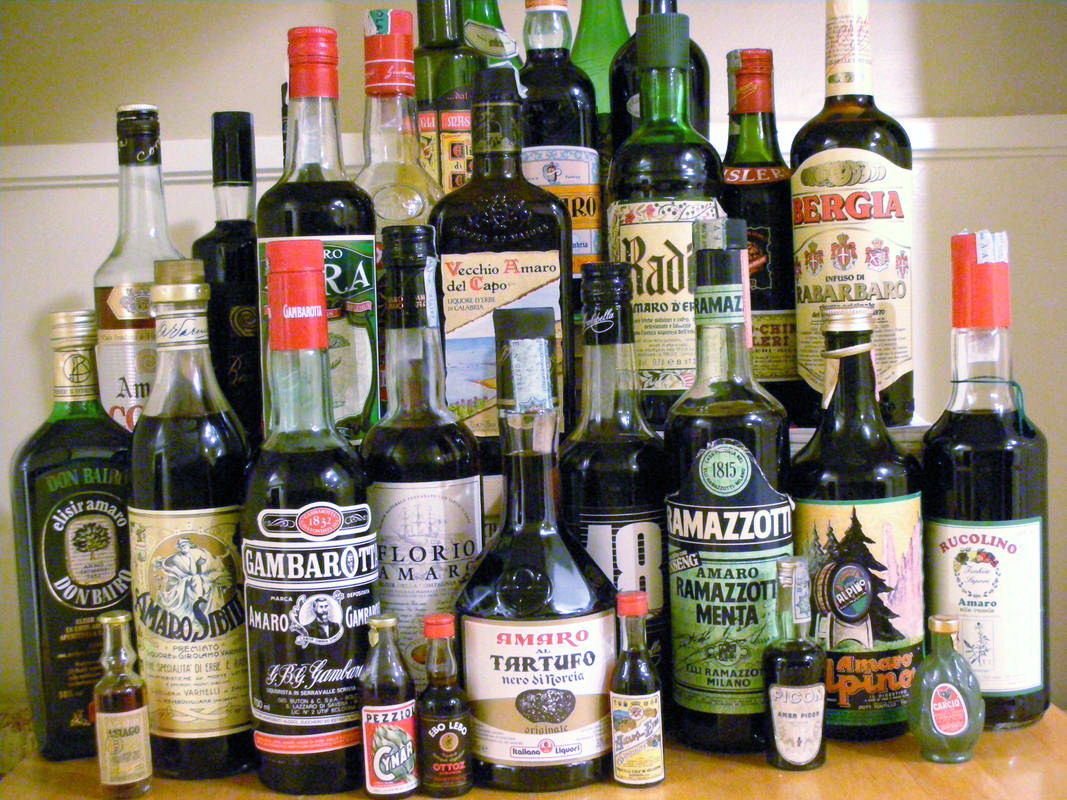
Heel wat flessen amaro

Brancamenta en Petrus Boonekamp

Amaro (Italiaans voor "bitter") is een Italiaanse term voor bitterzoete kruidenlikeuren, die gewoonlijk als digestief worden gedronken. Het alcoholpercentage ligt tussen 16% en 45%. Amaro wordt gewoonlijk puur gedronken, of met ijs. Er kunnen ook cocktails met amaro gemaakt worden.
Amaro wordt bereid door diverse kruiden, wortels, schors, bloemen, schillen van citrusvruchten, en/of specerijen in alcohol (sterkedrank of wijn) te macereren, het filtraat te mengen met suikersiroop en het mengsel dan te laten rijpen in eiken vaten of flessen. Elke producent heeft zijn eigen recept, dat vaak stamt uit de negentiende eeuw, en waarvan de precieze samenstelling geheim wordt gehouden.
Amaro is niet te verwarren met amaretto.

## Soorten en merken
Enkele bekende merken zijn Amaro Ramazzotti (sinds 1815), Amaro Montenegro (sinds 1885), Amaro Gambarotta (sinds 1832), Averna (uit Sicilië, sinds 1868) en Amaro Lucano (sinds 1894).
Soms is er een ingrediënt dat de likeur een typische smaak geeft; bijvoorbeeld artisjok in Cynar, rabarber in Bergia Rabarbaro of truffels in Tilus uit San Marino.
Amaro Alpino wordt gemaakt met kruiden uit de Alpen, onder meer gentiaan, jeneverbes en duizendblad. Braulio, Marascovo en Amaro Alpino van dokter A. Pontillo zijn enkele merken.
Amaro op basis van wijn is bijvoorbeeld Don Bairo; deze lijkt op vermout.
Fernet (bijvoorbeeld Fernet-Branca) is bitterder dan andere amari.

## Andere landen
Gelijkaardige dranken worden ook in andere landen geproduceerd. In Frankrijk heten ze amer (Amer Picon), in Nederland maagbitter (Petrus Boonekamp) ; "schrobbelèr" uit Tilburg, Jägermeister of Underberg in Duitsland en Gammel Dansk in Denemarken zijn enkele gelijkaardige digestieven.